# Borinot del baladre

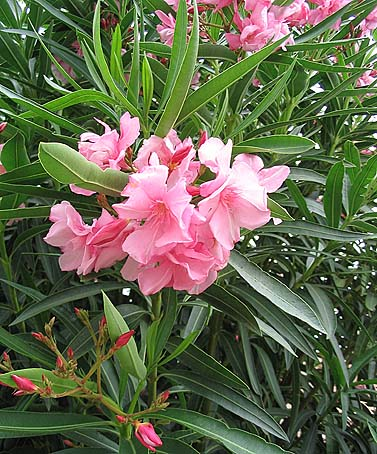
Mata de baladre, l'aliment principal de les erugues d'aquest borinot.

El borinot del baladre o esfinx del baladre (Daphnis nerii) és una espècie de lepidòpter ditrisi de la família dels esfíngids (Sphingidae). La seva larva s'alimenta de les fulles del baladre (Nerium oleander).

## Distribució
Daphnis nerii és una arna migradora amb una distribució geogràfica molt àmplia, incloent grans parts de les zones temperades i tropicals d'Àsia i Àfrica. Aquest borinot es troba sovint als Països Catalans com a fruit de les seves migracions.

## Morfologia

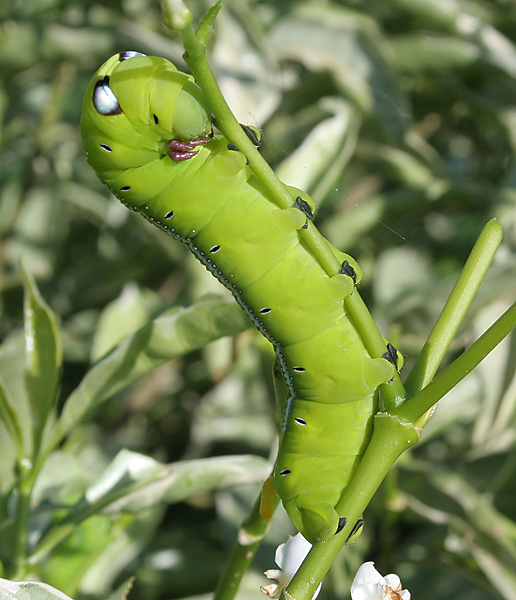
Eruga del borinot del baladre amb les taques blanques al segment del tòrax que semblen ulls

El cos és fort i l'envergadura és de fins a 11 cm.
Les ales anteriors duen dissenys molt delicats amb matisos verdosos, i tocs de violat i rosa, imitant fulles verdes que ajuden a camuflar l'animal de dia.

## Costums
A la zona septentrional del Mediterrani el l'adult apareix a l'estiu, provinent del Magreb. Individus migradors han estat recollits i observats a diversos indrets del litoral i prelitoral català, com a Blanes i a Celrà, entre altres llocs.
Els adults surten al vespre a xuclar el nèctar de les flors, preferint les de les espècies fragants com les flors del xuclamel i del lligabosc. Sovint les llums fortes els atreuen, romanent immobilitzats com si fossin estaquirots a murs il·luminats. Llavors són molt vulnerables.
La femella pon els ous al baladre (Nerium oleander) i d'ací prové "nerii", el nom científic de l'espècie. El baladre és un arbust molt tòxic originari de la regió mediterrània, sovint utilitzat com a planta ornamental.
Les erugues viuen de les fulles del baladre malgrat la seva toxicitat. Tot i així també mengen fulles d'altres plantes de la família de les apocinàcies, com ara la sedera (Asclepias), el gessamí (Jasminum), la vinca, la gardènia, la rosa del desert (Adenium) i àdhuc de la vinya.
Les erugues petites tenen una mida de 8,5 a 15 mm; són de color blau cel, canviant de coloració a mesura que creixen. Quan estan totalment desenvolupades arriben a fer 8 cm de llarg. Aleshores són de color verd intens o verd groguenc i, com molts esfíngids, tenen un apèndix que sembla una banya a la zona caudal. Igual que les erugues del borinot morat duen unes taques grans sobre la pell que semblen ulls. Quan se sent amenaçada, l'eruga es posiciona de manera que la projecció del cos recorda al cap d'una serp. Sembla que aquesta postura de pretesa agressió pot ser efectiva per a espantar ocells.
La crisàlide fa de 60 a 75 mm de llargada i és de tons rogencs i marronosos molt pàl·lids. Es troba amagada per terra sota les fulles o la molsa, envoltada de fibres sedoses fins a l'eclosió.

## Espècies relacionades
- Daphnis hypothous, és una espècie molt similar que no es troba a Catalunya. Viu al subcontinent indi i a l'Àsia Sud-oriental.
- Borinot morat
- Borinot morat petit